# Dušan Uhrin
Dušan Uhrin (n. 5 februarie 1943, Nová Ves nad Žitavou, Districtul Nitra, Republica Slovacă) este un antrenor ceh și fost jucător de fotbal. Deși s-a născut în districtul Nitra din partea slovacă a Cehoslovaciei, acesta locuiește la Praga de la vârsta de 16 ani.
El a antrenat echipa națională de fotbal a Republicii Cehe la Campionatul European UEFA din 1996, unde Cehia a terminat pe locul al doilea. De asemenea, a antrenat Kuweit între 1999 și 2002.
La nivel de club, Uhrin a antrenat cluburile cehe Sparta Praga, FC Hradec Králové, Rudá hvězda Cheb, Bohemians și Teplice, precum și Al-Nasr (Arabia Saudită), AIK (Suedia), AEL Limassol și APOEL FC (Cipru), Maccabi Haifa FC (Israel).
Fiul lui Uhrin este la rândul său antrenor, în prezent la APK Karmiotissa, în Prima Divizie Cipriotă.

## Palmares

### Ca antrenor
- Cupa Algeriei :
  - Câștigător (1): 1978
- Cupa Cipriotă :
  - Câștigător (1): 1989
- Prima Liga Cehoslovacă :
  - Câștigător (2): 1990-91 1992-93
- Cupa Cehoslovaciei de fotbal :
  - Câștigător (1): 1992
- Campionatul European UEFA :
  - Locul clasat (1): 1996
- Cupa Federației Saudite :
  - Câștigător (1): 1998
- Cupa Cupelor Asiei :
  - Câștigător (1): 1998
- Liga Georgiana :
  - Câștigător (1): 2007-08